# Прокопів Богдан Семенович
Прокопів Богдан Семенович Прокопів (псевдо: «Степан», «Буря», «Хмара»; нар. 27 серпня 1911, с. Дуліби, нині Ходорівська міська громада, Стрийський район, Львівська область — пом. 9 листопада 1948, с. Шпильчина, Перемишлянський район, Львівська область) — український військовик, діяч ОУНР, майор СБ ОУН, заступник референта СБ Львівської області (1943—1948), референт СБ ОУНР Львівського краю (01.1947-11.1948), Борець за незалежність України у ХХ сторіччі. Лицар Бронзового Хреста Заслуги (1947).

## Життєпис
Народився 27 серпня 1911 у селі Дуліби (тепер Жидачівський район, Львівська область) у сім'ї Семена та Ксені Прокопів. Був розумною і здібною дитиною. Читати навчився в 3 роки, заглядаючи до книжки за старшим братом, гарно співав і малював. Тому, зважаючи на нестатки вдови з сімома дітьми (батько Семен загинув на Першій світовій війні), розумного і працьовитого хлопця запропонував безкоштовно підготувати до Рогатинської гімназії студент теології Василь Костюк. Майбутній священник Василь та парох с. Дуліби о. Теофіль Прийма переконали маму Богдана Ксеню, що здібний учень має вчитись далі, і 1922 року Богдана зарахували до гімназії.
У гімназії був членом Пласту, курінь ім. П.Орлика. Закінчив 4 класи гімназії. У 1930 році під час навчання був одним із пластунів, яких польська влада звинувачувала у підтримці УВО.
Один з організаторів ОУН на Ходорівщині, повітовий провідник ОУН Ходорівщини. Під час ліквідації ОУН на території Ходорова у серпні 1938 утік і разом з іншими товаришами вирішив податись на допомогу Карпатській Україні. Після переходу кордону на Закарпаття Микола Левицький, Богдан Прокопів та Антон Хомусяк у с. Присліп (тепер Міжгірський р-н) були затримані (в листопаді того ж року) чеською жандармерією і передані військовій розвідці. На судовому процесі в Бережанах 20 березня 1939 року Богдан отримав найбільший термін ув'язнення серед майже тридцяти українців з Ходорівщини — 9 років тюрми
Член повітового проводу ОУН Ходорівщини протягом 1938–1941 років. У 1938 році комендант комірки ОУН на території Нових Стрілищ. Протягом 11.1938-09.1939 — арештований та ув'язнений. З травня 1940 року у підпіллі. У 1941 році повітовий провідник ОУНР Ходорівщини.
У 1942-43 — організаційний референт Львівського обласного проводу ОУНР. Заступник референта Служби Безпеки Львівського окружного проводу ОУНР у 1943–1947. Після загибелі Миколи Арсенича його побратим та керівник Ярослав Дякон очолює СБ ОУН, а Богдан Прокопів стає замість нього референтом СБ ОУНР Львівського краю (1947—1948). 22.01.1948 — отримав звання майора СБ
Загинув 9 листопада 1948 у бою з опергрупою МГБ біля села Шпильчина Перемишлянського району Львівської області разом із Ярославом Дяконом («Мирон», «Дмитро»), сотником СБ Теофілем Михайлівим («Зенко»), булавним Михайлом Коваликом («Сталевий») та вістуном Василем Соханом — («Довбач»).

### Сім'я
Дружина Ганна Михайлівна Стахів з Городища, тепер Жидачівський район, Львівська область. У Богдана з Анною народилось троє дітей: Зеновій-Богдан, Олег та Ярослава. В 1950 році дружину заарештували та засудили на 25 років Сибіру в табори суворого режиму. Була в Мордовії на лісоповалах, а також на слюдяних шахтах. Богданові брати і сестри з родинами, діти і мама Ксеня були репресовані, як і багато родин борців за незалежність України.

## Нагороди
- Згідно з Постановою УГВР від 22.11.1947 р. і Наказом Головного військового штабу УПА ч. 3/47 від 5.12.1947 р. референт СБ Львівського Крайового Проводу ОУН Богдан Прокопів — «Степан» нагороджений Бронзовим хрестом заслуги УПА.

## Вшанування пам'яті
- Після відновлення незалежності України в 1991 р. на місці загибелі було насипано символічну могилу із освяченим у 1993 р. хрестом. Згодом діти Богдана (Ярослава та Зеновій) і дочка Ярослава Дякона Люба-Христина (натхненник і організатор) встановили там пам'ятник
- 20.05.2018 р. від імені Координаційної ради з вшанування пам'яті нагороджених Лицарів ОУН і УПА у м. Жидачів Львівської обл. Бронзовий хрест заслуги УПА (№ 051) переданий Ярославі Сторож та Зеновію-Богдану Прокопіву, дітям Богдана Прокопіва — «Степана»[7].